# Museo Argentino del Títere

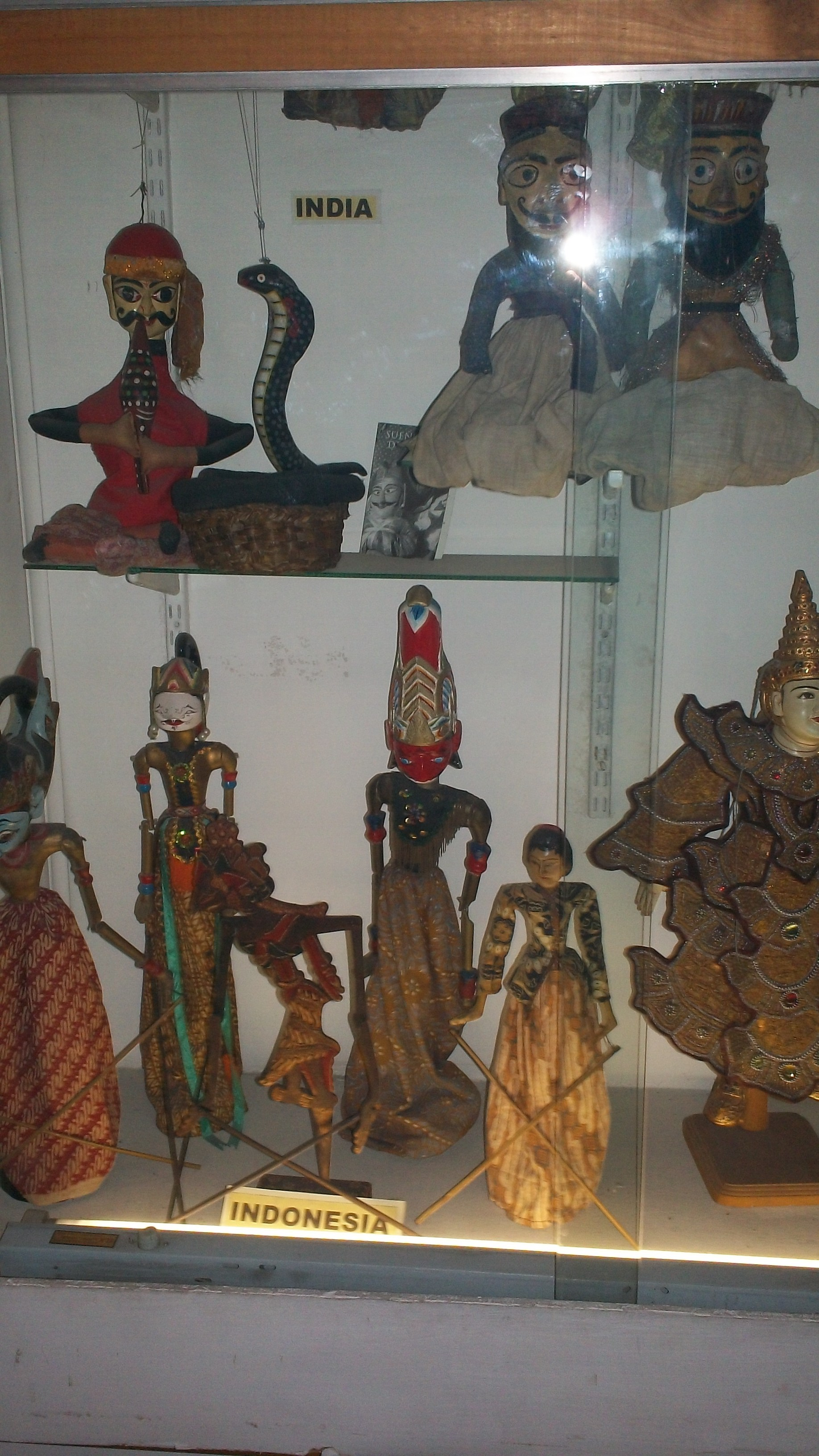
Vitrina con títeres.

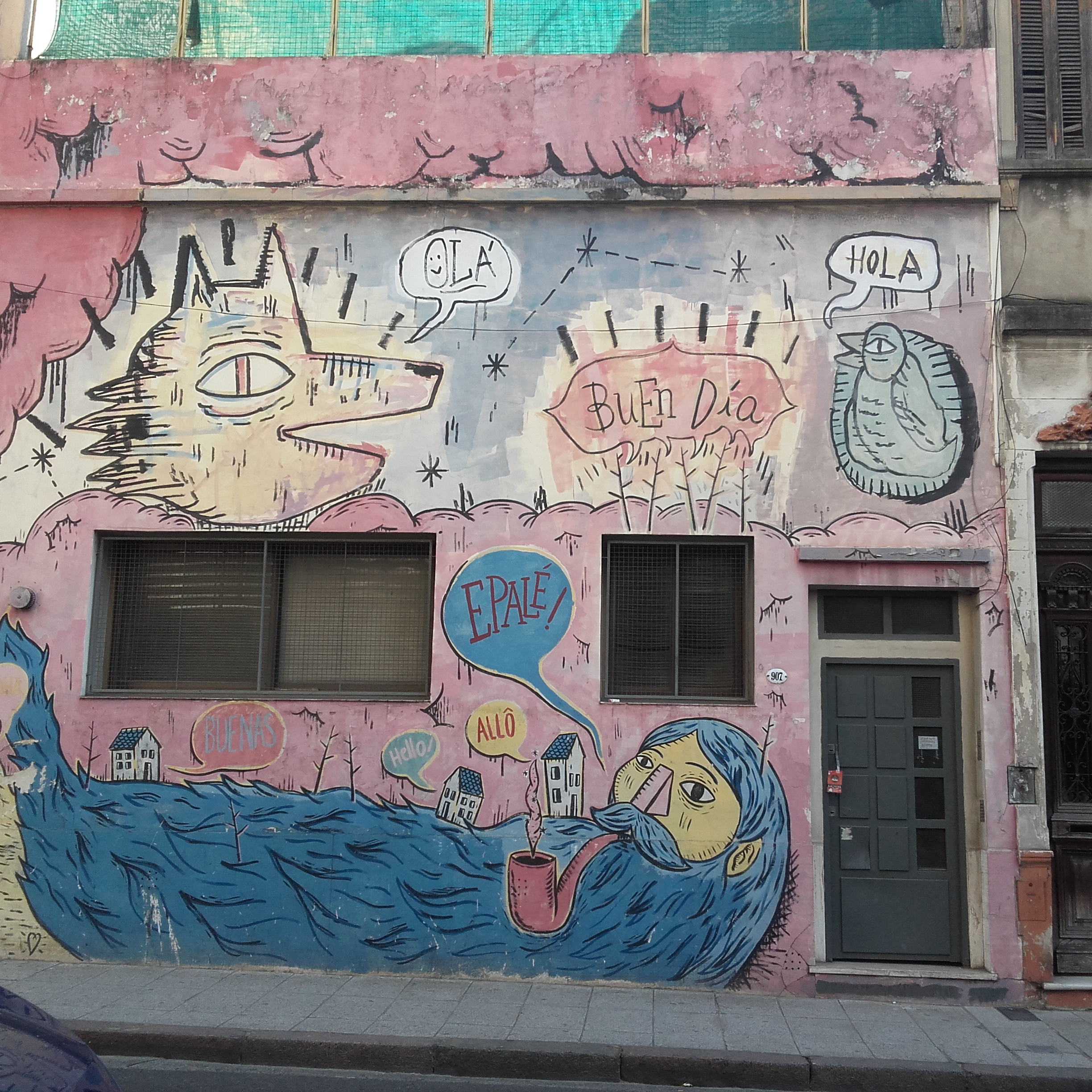
Muro lateral del Museo Argentino Del Títere.

El Museo Argentino del Títere es un museo fundado el 5 de noviembre de 1983, a partir de una colección de distintos tipos de títeres y material relacionado con este arte. Ubicado en la calle Piedras n.º 902, barrio de San Telmo, Buenos Aires, se maneja mediante autogestión financiera.

## Historia
El museo fue creado en 1983 por las artistas y divulgadoras del teatro de títeres en Argentina, Mane Bernardo y Sarah Bianchi. En un principio fue itinerante, y se realizaron más de cincuenta exposiciones en todo el país. El mismo no contó con sede física hasta 1996 cuando se instaló en la que había sido la casa natal de Mane Bernardo. Este museo depende de una Fundación que lleva el nombre de sus fundadoras, y bajo la cual se organizan, además, la Biblioteca, que posee más de mil títulos dedicados a la historia y técnicas titiriteras, y el Archivo del Títere. Asimismo el museo cuenta con un auditorio llamado Federico García Lorca, que realiza presentaciones de títeres para niños y adultos.

## Colección
La colección cuenta con más de seiscientos títeres, exhibiéndose una parte, el resto se encuentra conservado en depósito y otra parte está destinada a la muestra itinerante. Se exhiben títeres de Argentina y de distintos lugares del mundo, de diferentes técnicas: varilla, guante, dedal, sombra, marotes, reunidos por las titireteras mediante compra, canje o donación, durante sus giras internacionales o en la relación con otros titiriteros.

### Salas
- Serguei Obraztsov, sala en honor del titiritero ruso, alberga títeres de todo el mundo (India, Indonesia, Bulgaria, China, España, entre otros) y puppi italianos que pertenecieron al teatro Venecia de La Boca, el primero estable del país.
- Carlos Moneo Sanz, dedicada al titiritero de La Plata, y en cuya sala se conservan títeres argentinos, títeres y marionetas usadas en presentaciones televisivas y publicidades, y un títere usado por Federico García Lorca en una presentación realizada en el teatro Avenida en 1934.
- Lola y Mireya Cueto: Las titiriteras mexicanas dan nombre a esta sala, donde se conservan títeres de Latinoamérica, y se destacan unos mexicanos con más de cien años.[3][4]